# Rantau Telang
Rantau Telang is een bestuurslaag in het regentschap Musi Rawas van de provincie Zuid-Sumatra, Indonesië. Rantau Telang telt 902 inwoners (volkstelling 2010).